# 古署牌坊
古署牌坊，位于山西省临汾市翼城县王庄镇古署村中，建于清道光八年（1828年）。 
1987年8月20日，古署牌坊公布为翼城县文物保护单位。